# Base navale di Novorossijsk
La Base navale di Novorossijsk (in russo Новороссийская военно-морская база?, Novorossijskaja voenno-morskaja baza; unità militare 99608) è una grande unità situata a Novorossijsk nella baia del Cemes, inquadrata nella Flotta del Mar Nero della Marina militare russa.

## Storia
La base è stata inaugurata nel luglio 1920 e comprendeva allora un porto militare, 36 navi e imbarcazioni, un'unità di idrovolanti, un equipaggio navale, una squadra di recupero navi e varie istituzioni costiere.
Con ordine del comandante della flotta del Mar Nero del 29 gennaio 1941, fu determinata la struttura dello staff con il comando e il personale della base. Con la vittoria nella prima battaglia di Novorossijsk delle forze naziste, le truppe sovietiche abbandonarono la città e trasferirono la base operativa a Gelendžik.
Nel 1947, la base navale fu sciolta e trasformata nel Dipartimento di guardia costiera di Novorossijsk. Poi, dal 1950 al 1960, la formazione fu riorganizzata nella 109ª Brigata di guardia costiera e, dopo il suo scioglimento durante la riduzione delle forze armate, Novorossijsk divenne a lungo l'area logistica navale della flotta del Mar Nero.

### Riorganizzazione
Prima dello smembramento dell'Unione Sovietica, avvenuto nel 1991, le principali forze navali della marina militare sovietica nel Mar Nero erano dislocate nel territorio delle repubbliche di Georgia e Ucraina. Con la direttiva del capo di stato maggiore delle Forze armate Anatolij Kvašnin del 1997, la regione navale di Novorossijsk venne trasformata nella base navale.
Nel settembre 2015 sono stati eretti ormeggi per ospitare una nuova generazione di sottomarini diesel-elettrici: il Progetto 636.3 Varšavjanka.

### Guerra russo-ucraina
il 4 agosto 2023, la base è stata attaccata da droni navali ucraini durante il conflitto con la Russia. Il sindaco di Novorossijsk, Andrej Kravčenko, ha affermato che gli equipaggi delle navi Olenegorskij Gornjak e Suvorovec hanno "reagito immediatamente", respingendo l'attacco. Il ministero della difesa del Regno Unito ha affermato il 5 agosto 2023 che l'Olenegorskij Gornjak "ha quasi certamente subito gravi danni" e che l'attacco è stato "un duro colpo" per la flotta russa del Mar Nero.
Nel giugno 2024, un contingente di navi ha lasciato la base, in specifico: due corvette classe Vasilij Bykov, due classe Bujan, due landing ship tank Ropucha, una nave anfibia classe Ivan Gren, una classe Alligator e due sottomarini classe Kilo. Nel settembre dello stesso anno, le navi rimanenti sono state evacuate.

## Organizzazione
- 183ª Divisione Navi di ricognizione e Salvataggio (unità militare 76044; Novorossijsk)
- 4ª Brigata sommergibile (unità militare 80515; Novorossijsk)
- 184ª Brigata difesa costiera (unità militare 90921; Novorossijsk)
  - 181ª Divisione navi antisommergibile
  - 170ª Divisione dragamine
- 11ª Brigata missilistica costiera (unità militare 00916; Utaš)
- 382º Battaglione fanteria di marina (unità militare 45765; Temrjuk)
- 54ª Compagnia genio navale (unità militare 83382; Novorossijsk)
- 650º Centro comunicazioni (unità militare 10415; Novorossijsk)

## Comandanti

### Unione Sovietica
- Capitano di 1ª classe Aleksandr Aleksandrov (1940 - 1941)
- Capitano di 1ª classe Aleksandr Frolov (luglio - settembre 1941)
- Contrammiraglio Georgij Cholostjakov (1941 - 1944)
- Contrammiraglio Aleksandr Aleksandrov (marzo - dicembre 1944)
- Capitano di 1ª classe Aleksandr Zubkov (1944 - 1945)

### Federazione Russa
- Viceammiraglio Evgenij Orlov (1997 - 2001)
- Viceammiraglio Vladimir Rogatin (2001 - 2004)
- Viceammiraglio Sergej Menjajlo (2004 - 2009)
- Contrammiraglio Anatolij Lipinskij (2009 - 2010)
- Contrammiraglio Aleksandr Turilin (2010 - 2011)
- Contrammiraglio Sergej Pinčuk (2011 - 2014)
- Contrammiraglio Oleg Šastov (2014 - 2019)
- Contrammiraglio Viktor Kočemazov (2019 - in carica)

## Capi di stato maggiore

### Unione Sovietica
- Capitano di 2ª classe V. Groznyj (1941)
- Capitano di 1ª classe Georgij Cholostjakov (1941)
- Viceammiraglio Vissarion Grigor'ev (1941 - 1942)
- Capitano di 1ª classe Arkadij Sverdlov (1943)

### Federazione Russa
- Contrammiraglio Ivan San'ko (1997-1998)
- Contrammiraglio Evgenij Chalajčev (1998 - 2001)
- Contrammiraglio Aleksandr Bezmelcev (2001 - 2004)
- Contrammiraglio Sergej Menjajlo (2004 - 2005)
- Contrammiraglio Aleksej Surov (2005 - 2007)
- Capitano di 1ª classe Evgenij Krylov (2007 - 2011)
- Capitano di 1ª classe Oleg Šastov (2011 - 2014)
- Capitano di 1ª classe Valerij Smirnov (2014 - 2017)
- Capitano di 1ª classe Oleg Peškurov (2017 - 2021)
- Capitano di 1ª classe Dmitrij Efremov (2021 - in carica)